# Stanislava Coufalová
Stanislava Coufalová, často též Stáňa Coufalová ( * 27. září 1963 Praha), je někdejší česká dětská herečka. Hrála v desítce filmů, mj. režiséra Karla Kachyni a Věry Plívové-Šimkové.

## Život a kariéra
Narodila se 27. září 1963 v Praze. Do první menší role byla vybrána ve svých šesti letech, při natáčení televizního filmu Pan Tau. Její kariéra se jí otevřela na přelomu 70. a 80. let, v době jejího dospívání. V roce 1976 ztvárnila roli holky v dětské partě ve filmu Oty Kovala a Jaroslavy Vošmikové, Jakub. O rok později si zahrála v rodinné komedii Jak se točí Rozmarýny a zaujala též v roli Helenky ve filmu Ať žijí duchové!.
V roce 1980 si zahrála svoji jedinou hlavní roli – Vít Olmer ji obsadil do svého filmu Sonáta pro zrzku, ve kterém hraje Petru, klavíristku, fotbalovou brankářku a vedoucí družstva Svišťů, která se zamilovala do nového žáka ve třídě. Na roli se pečlivě připravovala, takže zvládla bez náhradnice i záběry, ve kterých hraje poměrně náročnou klavírní skladbu. Připravovala se a chtěla dále jít na hudební konzervatoř, ale její matka jí toto přání odepřela tím, že nepodepsala potřebný písemný souhlas.
Naposledy se před kamerou objevila v roce 1983 ve filmu Faunovo velmi pozdní odpoledne Věry Chytilové jako jedna z krásek promiskuitního hlavního hrdiny. Od té doby už nic nenatočila.
Až v roce 1997 o ní natočila dokument v rámci cyklu „Svět bez hranic“ Andrea Majstorovičová. U nadějné herečky, která měla do své poslední role dobře rozjetou kariéru a okolí ji v životě i práci popisovalo jako svědomitou a zodpovědnou, odhalil, že během oněch 14 let od poslední role propadla drogám, a zkoumal i vztahy s její matkou (bývalou členkou církve Svědkové Jehovovi) hledaje důvody jejího pádu.

## Filmografie
- Faunovo velmi pozdní odpoledne (1983)
- Fandy, ó Fandy (1983)
- Sonáta pro zrzku (1980)
- Útěky domů (1980)
- Brontosaurus (1979)
- Julek (1979)
- Poplach v oblacích (1978)
- Ať žijí duchové! (1977)
- Jak se točí Rozmarýny (1977)
- Jakub (1976)
- Pan Tau (televizní seriál, 1970)